# St. Nikolaus (Bärnau)

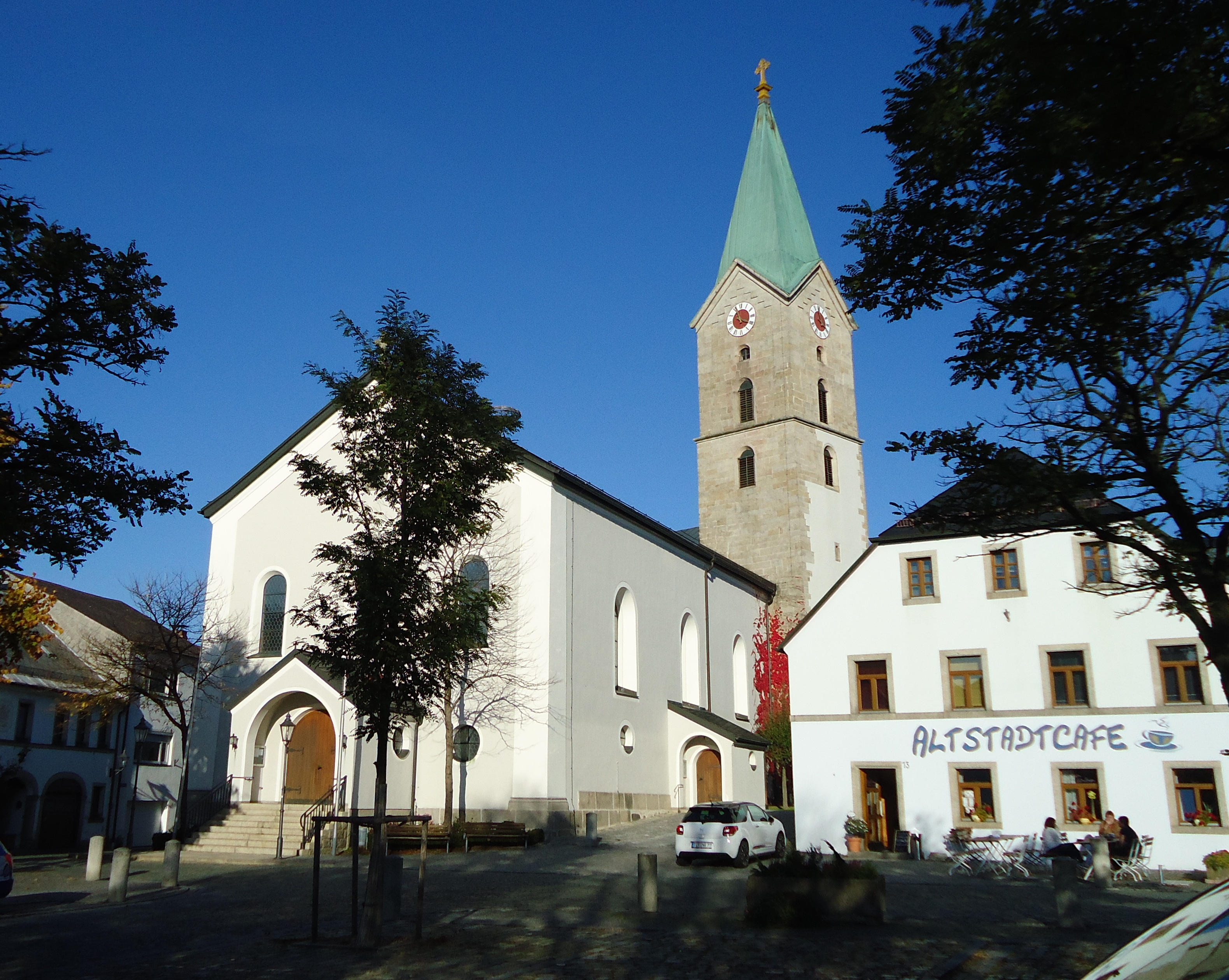
Stadtpfarrkirche St. Nikolaus in Bärnau

Die denkmalgeschützte römisch-katholische Stadtpfarrkirche St. Nikolaus liegt im nordöstlichen Bereich der Oberpfälzer Stadt Bärnau (Pfarrgasse 2), sie ist dem Hl. Nikolaus von Myra geweiht.

## Geschichte
Das genaue Gründungsdatum der Kirche ist nicht bekannt. In dem Pfarreiverzeichnis von 1326 ist in Bärnau noch keine Kirche genannt. Bei der Stadterhebung von Bärnau 1343 stand im Bereich der heutigen Stadtpfarrkirche eine dem Heiligen Nikolaus geweihte Kapelle. Dafür wurde ein Frühmesser angestellt und mit den Erträgen einiger Grundstücke dotiert (heute ist in Bärnau noch der Flurname Engelmesserin vorhanden). 1414 wurde in Bärnau ein Pfarrer, 1438 ein Plebanus erwähnt. 1483 wurde Ulrich Schiter, Mitglied der Weidener Bruderschaft, als Pfarrer genannt. Ab 1544 wurde das lutherische Bekenntnis eingeführt. 1589 wirkte dort der Pastor Thomas Otterer. 1658 war wieder ein katholischer Geistlicher namens Michael Hartmann tätig; von ihm ausgehend setzt sich die Liste der katholischen Pfarrer von Bärnau bis in die Gegenwart fort. Von Bärnau aus wurde 1650 auch die Pfarrei Hohenthan betreut. 1681 wurde zusätzlich ein Kooperator als ständiger Hilfspriester angestellt, bis 1968 sind 80 Kooperatoren nachweisbar. Die Pfarrei gehörte zum Dekanat Eger.
Bereits auf der Karte des Amtes Flossenbürg von Christoph Vogel von 1600 ist in Bärnau eine Kirche mit einem Westturm zu sehen, dem allerdings noch die Turmspitze fehlte. Nach dem Stadtbrand von 1685 war diese Kirche eingeäschert und wurde später in erweitertem Zustand wieder aufgebaut. Nach den Kirchenrechnungen fand dies zwischen 1733 und 1740 statt. Als Bärnauer Baumeister wurden 1733 Philipp Mühlmayer und Johann Georg Diller aus Amberg genannt. Die Vierungsmauern wurden nun außerhalb der früheren Kirche aufgeführt. Das Langschiff erhielt 1736 eine Weißdecke mit Stuckaturverzierungen von dem Bayreuther Hofstuckator Hieronymus Andrioli. Während der Umbauten wurde die Messe in der Friedhofskirche St. Michael abgehalten. Bei dem Stadtbrand 1778 blieb die Kirche verschont, hingegen brannte sie am 25. März 1800 erneut mitsamt dem Turm völlig ab.
Erst 1808 wurde mit dem Bau einer neuen Kirche begonnen. Der neue Hauptraum ruht nun auf sechs Pfeilern. Die Kirche ist eine dreischiffige, gestaffelte Hallenkirche, sie besteht aus einem verputzten Massivbau mit einem Satteldach und einem eingezogenen, dreiseitig geschlossenen Chor. Der Turm im südlichen Chorwinkel besteht aus unverputztem Quadermauerwerk und ist mit einem Spitzhelm gekrönt.

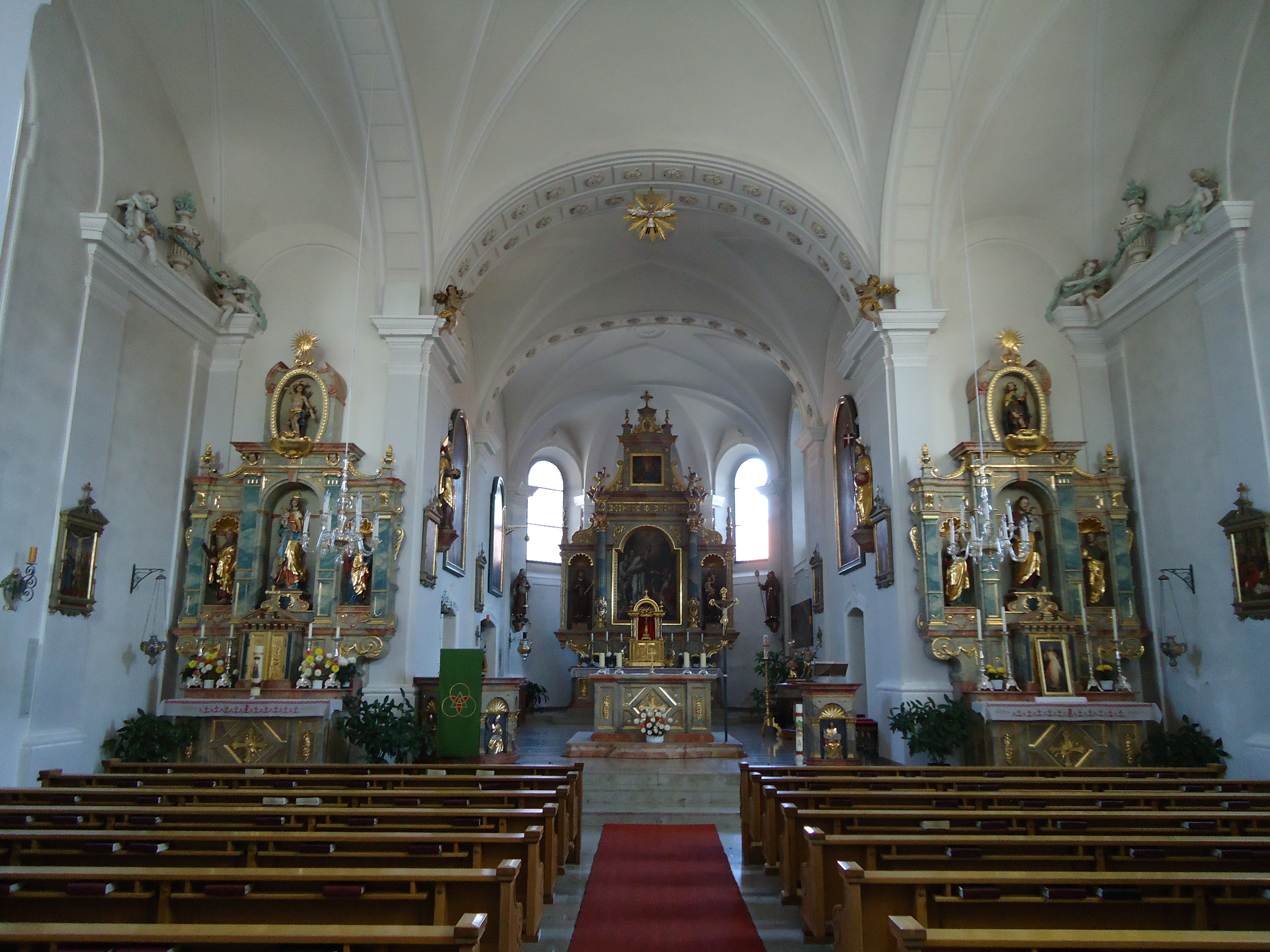
Blick zum Hochaltar

## Ausstattung
Bei dem Großbrand von 1800 wurde die Ausstattung ein Raub der Flammen. Für die neu zu errichtende Kirche ersteigerte man aus dem säkularisierten Franziskanerkloster Amberg drei Altäre um 400 Gulden, aus dem Kloster Waldsassen erhielt man die ehemalige Chororgel als Schenkung „laut gnädiger Entschließung der Churfürstlichen Landesdirektion der Oberpfalz“ vom 8. Februar 1805, die Orgel wurde inzwischen jedoch durch eine neue ersetzt. Der Stadtbrand von 21. September 1839 verschonte zwar die Kirche, der Kirchturm wurde aber zerstört und musste 1843 neu errichtet werden. Es wurden 1840 drei weitere barocke Altäre aus dem Dom zu Bamberg erworben, die heute noch als Altarbilder verwendet werden. Sie stellen das Martyrium des Heiligen Andreas, den Johann Evangelist und die Heilung der Gichtkranken dar. Sie wurden von dem flämischen Barockmaler Oswald Onghers gemalt und befinden sich an den Seitenwänden im Altarraum. Der Hochaltar ist in barocken und klassischen Formen ausgeführt, das Altarbild zeigt den Heiligen Nikolaus beim Verteilen von Brot. Die beiden Seitenaltäre stammen aus dem Jahre 1897.
Neuere Umbauarbeiten erfolgten in den Jahren 1974–1983. Die Kirche wird als typisches Beispiel des Bauernbarock bezeichnet.